# Saulzet-le-Froid
Saulzet-le-Froid – miejscowość i gmina we Francji, w regionie Owernia-Rodan-Alpy, w departamencie Puy-de-Dôme.
Według danych na rok 1990 gminę zamieszkiwało 228 osób, a gęstość zaludnienia wynosiła 8 osób/km² (wśród 1310 gmin Owernii Saulzet-le-Froid plasuje się na 622. miejscu pod względem liczby ludności, natomiast pod względem powierzchni na miejscu 241.).